# Kaulschegraben
Der Kaulschegraben ist ein Meliorationsgraben und orographisch rechter Zufluss der Berste im Landkreis Dahme-Spreewald in Brandenburg.
Der Graben beginnt auf einer landwirtschaftlich genutzten Fläche südöstlich von Vordermühle, einem Wohnplatz im Gemeindeteil Krossen der Gemeinde Drahnsdorf und verläuft zunächst auf einer Länge von rund 1,3 km in nordöstlicher Richtung. Rund 800 m nördlich des Naturschutzgebietes Krossener Busch fließt von Süden der Krossener Buschgraben zu. Der Kaulschegraben umfließt auf einer Länge von rund 1,8 km eine Erhebung und erreicht Sagritz, einen Gemeindeteil der Stadt Golßen. Er schwenkt in nördliche Richtung und fließt auf einer Länge von rund 1,3 km westlich an Sagritz vorbei. Nördlich der Wohnbebauung fließt mit dem von Süden kommenden Altlauf Kaulscher Graben ein Altarm zu. Der Kaulschegraben schwenkt in nordnordöstliche Richtung und unterquert die Bundesstraße 98. Nördlich der Bundesstraße verläuft er zunächst in nordöstlicher, später in östlicher Richtung und nimmt dabei Wasser aus den umliegenden, ebenfalls landwirtschaftlich genutzten Flächen auf. Der Graben erreicht den Gemeindeteil Gersdorf der Stadt Golßen und fließt nördlich an ihm vorbei. Auf einer Strecke von rund 3,3 km verläuft parallel hierzu nördlich die Bundesstraße 115. Nordwestlich von Gersdorf passiert der Graben das südlich gelegene Naturschutzgebiet Urstromtal bei Golßen. Er durchquert auf nur rund 650 m das Gemeindegebiet von Kasel-Golzig. Auf diesem kurzen Stück fließt von Südwesten kommend der Neue Graben Gersdorf zu. Nach weiteren 2,6 km in östlicher, später in südöstlicher Richtung entwässert der Graben nordöstlich des Berstelander Gemeindeteils Reichwalde in die Berste.